# Васильевский сельский округ (Казахстан)
Васи́льевский се́льский окру́г (каз. Васильев ауылдық округі) административная единица в составе Сандыктауского района Акмолинской области Республики Казахстан. Административный центр — село Васильевка.

## География
Сельский округ расположен в восточной части района, граничит:
- на востоке и юге с Буландынским районом,
- на юго-западе с аулом Мадениет,
- на западе с Широковским и Каменским сельскими округами,
- на севере с Белгородским сельским округом.

На территории сельского округа протекают реки Коныр и Сухая речка — вдоль которых расположены все населённые пункты округа.

## История
По состоянию на 1989 год, на территории нынешнего сельского округа существовали следующие административные единицы: Васильевский сельсовет (сёла Васильевка, Тучное) и Гвардейский сельсовет (село Острогорка).
После получения независимости, Гвардейский сельсовет был включен в состав Васильевского.
В 1998 году, Васильевский сельсовет был преобразован Васильевский сельский округ.
В 2006 году, село Острогорка было переименовано в село Улан, также было преобразовано в аул.

## Население
| Численность населения | Численность населения | Численность населения |
| 1989                  | 1999                  | 2009                  |
| --------------------- | --------------------- | --------------------- |
| 1158                  | ↗1633                 | ↘1061                 |

## Состав
В состав сельского округа входят 3 населённых пунктов.
| № | Населённый пункт | Тип населённого пункта       | Население, 1989 | Население, 1999 | Население, 2009 |
| - | ---------------- | ---------------------------- | --------------- | --------------- | --------------- |
| 1 | Васильевка       | село, административный центр | 734             | 555             | 394             |
| 2 | Тучное           | село                         | 424             | 302             | 183             |
| 3 | Улан             | аул                          | 1190            | 776             | 484             |